# L'Hôpital-le-Mercier
L'Hôpital-le-Mercier este o comună în departamentul Saône-et-Loire, Franța. În 2009 avea o populație de 315 de locuitori.

## Evoluția populației
| An        | 1975 | 1982 | 1990 | 1999 | 2006 | 2009 |
| --------- | ---- | ---- | ---- | ---- | ---- | ---- |
| Populație | 294  | 290  | 306  | 300  | 293  | 315  |